# Olympische Sommerspiele 1912/Fechten – Florett (Männer)
Das Florettfechten bei den Olympischen Spielen 1912 in Stockholm fand vom 6. bis 8. Juli auf dem Östermalms IP statt.
Insgesamt nahmen 94 Athleten aus 15 Nationen teil. Jede Nation war berechtigt bis zu 15 Athleten zu melden.
Da es Unstimmigkeiten bei den Regeln gab, boykottierte Frankreich diesen Wettkampf.

## Wettkampfformat
Der Wettkampf bestand aus vier Runden. In jeder Runde gab es mehrere Gruppen, in denen im Jeder-gegen-jeden Format gefochten wurde. Der Athlet, der als Erster fünf Treffer setzen konnte, gewann den Kampf.
Die Runden gestalteten sich wie folgt:
- Achtelfinale: 16 Gruppen mit jeweils 4 bis 7 Athleten. Die drei besten Athleten einer Gruppe zogen ins Viertelfinale ein.
- Viertelfinale: 8 Gruppen mit jeweils 6 Athleten. Die 3 besten Athleten einer Gruppe qualifizierten sich für das Halbfinale.
- Halbfinale: 4 Gruppen mit jeweils 6 Athleten. Die 2 besten Athleten einer Gruppe qualifizierten sich für das Finale.
- Finale: Eine Gruppe mit 8 Athleten

## Zeitplan
| Datum                 | Zeit             | Runde                                                                     |
| --------------------- | ---------------- | ------------------------------------------------------------------------- |
| Samstag, 6. Juli 1912 | 8:00 13:00 16:00 | Achtelfinale Gruppe A–D Achtelfinale Gruppe E–H Achtelfinale Gruppe I–L   |
| Sonntag, 7. Juli 1912 | 8:00 13:00 16:00 | Achtelfinale Gruppe M–P Viertelfinale Gruppe A–D Viertelfinale Gruppe E–H |
| Montag, 8. Juli 1912  | 9:00 13:00       | Halbfinale Finale                                                         |

## Ergebnisse

### Achtelfinale

#### Gruppe A
| Rang | Athlet                | Nation           | Niederlagen | Anm. |
| ---- | --------------------- | ---------------- | ----------- | ---- |
| 1    | Léon Tom              | Belgien          | 0           | Q    |
| 2    | Vilém Tvrzský         | Böhmen           | 1           | Q    |
| 3    | Dezső Földes          | Ungarn           | 2           | Q    |
| 4    | Dmitri Knjaschewitsch | Russisches Reich | 3           |      |
| 4    | Andreas Suttner       | Österreich       | 3           |      |

#### Gruppe B
| Rang | Athlet         | Nation             | Niederlagen | Anm. |
| ---- | -------------- | ------------------ | ----------- | ---- |
| 1    | Marcel Berré   | Belgien            | 0           | Q    |
| 2    | Marc Larimer   | Vereinigte Staaten | 2           | Q    |
| 2    | Edgar Amphlett | Großbritannien     | 2           | Q    |
| 4    | Johannes Adam  | Deutsches Reich    | 3           |      |
| 4    | Felix Leparski | Russisches Reich   | 3           |      |

#### Gruppe C
| Rang | Athlet                | Nation             | Niederlagen | Anm. |
| ---- | --------------------- | ------------------ | ----------- | ---- |
| 1    | Gordon Alexander      | Großbritannien     | 1           | Q    |
| 1    | Albertson Van Zo Post | Vereinigte Staaten | 1           | Q    |
| 3    | Josef Pfeiffer        | Böhmen             | 2           | Q    |
| 4    | Bertalan Dunay        | Ungarn             | 2           |      |
| 5    | Pawel Guworski        | Russisches Reich   | 4           |      |

#### Gruppe D
| Rang | Athlet             | Nation                | Niederlagen | Anm. |
| ---- | ------------------ | --------------------- | ----------- | ---- |
| 1    | Nedo Nadi          | Italien               | 0           | Q    |
| 2    | Zoltán Schenker    | Ungarn                | 1           | Q    |
| 3    | Scott Breckinridge | Vereinigte Staaten    | 3           | Q    |
| 4    | Miloš Klika        | Böhmen                | 3           |      |
| 5    | Walter Gate        | Südafrikanische Union | 4           |      |
| 5    | Percival Davson    | Großbritannien        | 4           |      |
| 7    | Julius Thomson     | Deutsches Reich       | 6           |      |

#### Gruppe E
| Rang | Athlet             | Nation             | Niederlagen | Anm. |
| ---- | ------------------ | ------------------ | ----------- | ---- |
| 1    | Julius Lichtenfels | Deutsches Reich    | 1           | Q    |
| 2    | Arthur Fagan       | Großbritannien     | 2           | Q    |
| 3    | Jens Berthelsen    | Dänemark           | 3           | Q    |
| 4    | Graeme Hammond     | Vereinigte Staaten | 3           |      |
| 4    | Gaston Salmon      | Belgien            | 3           |      |
| 6    | Gustaf Armgarth    | Schweden           | 4           |      |
| 7    | Wladimir Keiser    | Russisches Reich   | 5           |      |

#### Gruppe F
| Rang | Athlet                | Nation             | Niederlagen | Anm. |
| ---- | --------------------- | ------------------ | ----------- | ---- |
| 1    | Francesco Pietrasanta | Italien            | 0           | Q    |
| 2    | Fernand de Montigny   | Belgien            | 1           | Q    |
| 3    | Sotirios Notaris      | Griechenland       | 2           | Q    |
| 4    | Lars Aas              | Norwegen           | 4           |      |
| 4    | Ernest Stenson-Cooke  | Großbritannien     | 4           |      |
| 4    | John MacLaughlin      | Vereinigte Staaten | 4           |      |
| 7    | Nikolai Goredezki     | Russisches Reich   | 6           |      |

#### Gruppe G
| Rang | Athlet             | Nation             | Niederlagen | Anm. |
| ---- | ------------------ | ------------------ | ----------- | ---- |
| 1    | Sherman Hall       | Vereinigte Staaten | 1           | Q    |
| 1    | Victor Willems     | Belgien            | 1           | Q    |
| 3    | Pietro Speciale    | Italien            | 2           | Q    |
| 4    | Sydney Martineau   | Großbritannien     | 3           |      |
| 4    | Alexander Mordowin | Russisches Reich   | 3           |      |
| 6    | Hans Olsen         | Dänemark           | 4           |      |
| 6    | Carl Personne      | Schweden           | 4           |      |

#### Gruppe H
| Rang | Athlet            | Nation             | Niederlagen | Anm. |
| ---- | ----------------- | ------------------ | ----------- | ---- |
| 1    | Harold Rayner     | Vereinigte Staaten | 0           | Q    |
| 2    | Béla Zulavsky     | Ungarn             | 1           | Q    |
| 3    | Adolf Davids      | Deutsches Reich    | 2           | Q    |
| 4    | Nils Grönvall     | Schweden           | 3           |      |
| 5    | Wladimir Samoilow | Russisches Reich   | 4           |      |

#### Gruppe I
| Rang | Athlet          | Nation             | Niederlagen | Anm. |
| ---- | --------------- | ------------------ | ----------- | ---- |
| 1    | Béla Békessy    | Ungarn             | 1           | Q    |
| 1    | Edgar Seligman  | Großbritannien     | 1           | Q    |
| 3    | Wilhelm Löffler | Deutsches Reich    | 2           | Q    |
| 4    | Josef Javůrek   | Böhmen             | 3           |      |
| 5    | Franz Dereani   | Österreich         | 4           |      |
| 6    | John Gignoux    | Vereinigte Staaten | 5           |      |

#### Gruppe J
| Rang | Athlet           | Nation             | Niederlagen | Anm. |
| ---- | ---------------- | ------------------ | ----------- | ---- |
| 1    | Einar Levison    | Dänemark           | 0           | Q    |
| 2    | Pál Pajzs        | Ungarn             | 1           | Q    |
| 3    | Hermann Plaskuda | Deutsches Reich    | 2           | Q    |
| 4    | Josef Puhm       | Österreich         | 3           |      |
| 4    | William Bowman   | Vereinigte Staaten | 3           |      |
| 6    | Zdeněk Vávra     | Böhmen             | 5           |      |

#### Gruppe K
| Rang | Athlet            | Nation           | Niederlagen | Anm. |
| ---- | ----------------- | ---------------- | ----------- | ---- |
| 1    | Ivan Osiier       | Dänemark         | 0           | Q    |
| 2    | Axel Jöhncke      | Schweden         | 2           | Q    |
| 3    | Friedrich Golling | Österreich       | 2           | Q    |
| 4    | Gawriil Bertren   | Russisches Reich | 2           |      |

#### Gruppe L
| Rang | Athlet                            | Nation             | Niederlagen | Anm. |
| ---- | --------------------------------- | ------------------ | ----------- | ---- |
| 1    | Edoardo Alaimo                    | Italien            | 0           | Q    |
| 2    | Péter Tóth                        | Ungarn             | 1           | Q    |
| 3    | Vilém Goppold von Lobsdorf junior | Böhmen             | 2           | Q    |
| 4    | Alfred Sauer                      | Vereinigte Staaten | 3           |      |
| 5    | Albert Naumann                    | Deutsches Reich    | 4           |      |
| 5    | Wladimir Sarnawski                | Russisches Reich   | 4           |      |

#### Gruppe M
| Rang | Athlet                 | Nation           | Niederlagen | Anm. |
| ---- | ---------------------- | ---------------- | ----------- | ---- |
| 1    | Paul Anspach           | Belgien          | 0           | Q    |
| 2    | Carl Hjorth            | Schweden         | 1           | Q    |
| 2    | Robert Montgomerie     | Großbritannien   | 1           | Q    |
| 4    | Oluf Berntsen          | Dänemark         | 3           |      |
| 4    | Leonid Martutschew     | Russisches Reich | 3           |      |
| 6    | Christopher von Tangen | Norwegen         | 5           |      |
| 6    | Reinhold Trampler      | Österreich       | 5           |      |

#### Gruppe N
| Rang | Athlet                  | Nation           | Niederlagen | Anm. |
| ---- | ----------------------- | ---------------- | ----------- | ---- |
| 1    | Henri Anspach           | Belgien          | 1           | Q    |
| 1    | Bjarne Eriksen          | Norwegen         | 1           | Q    |
| 1    | Richard Verderber       | Österreich       | 1           | Q    |
| 4    | Arie de Jong            | Niederlande      | 3           |      |
| 5    | Anatoli Schakowlew      | Russisches Reich | 4           |      |
| —    | Ahmed Mohamed Hassanein | Ägypten          | DNS         |      |

#### Gruppe O
| Rang | Athlet                   | Nation          | Niederlagen | Anm. |
| ---- | ------------------------ | --------------- | ----------- | ---- |
| 1    | László Berti             | Ungarn          | 1           | Q    |
| 1    | Jacques Ochs             | Belgien         | 1           | Q    |
| 3    | Lauritz Christian Østrup | Dänemark        | 2           | Q    |
| 4    | Heinrich Ziegler         | Deutsches Reich | 2           |      |
| 5    | Rudolf Cvetko            | Österreich      | 3           |      |
| 6    | František Kříž           | Böhmen          | 5           |      |

#### Gruppe P
| Rang | Athlet             | Nation             | Niederlagen | Anm. |
| ---- | ------------------ | ------------------ | ----------- | ---- |
| 1    | Fernando Cavallini | Italien            | 1           | Q    |
| 1    | Robert Hennet      | Belgien            | 1           | Q    |
| 1    | Emil Schön         | Deutsches Reich    | 1           | Q    |
| 4    | George Breed       | Vereinigte Staaten | 3           |      |
| 5    | Leonid Grinjow     | Russisches Reich   | 4           |      |
| 6    | Gunnar Böös        | Schweden           | 5           |      |

### Viertelfinale

#### Gruppe A
| Rang | Athlet             | Nation             | Niederlagen | Anm. |
| ---- | ------------------ | ------------------ | ----------- | ---- |
| 1    | Zoltán Schenker    | Ungarn             | 0           | Q    |
| 2    | Nedo Nadi          | Italien            | 1           | Q    |
| 3    | Julius Lichtenfels | Deutsches Reich    | 1           | Q    |
| 4    | Gordon Alexander   | Großbritannien     | 3           |      |
| 5    | Marc Larimer       | Vereinigte Staaten | 4           |      |
| 5    | Léon Tom           | Belgien            | 4           |      |

#### Gruppe B
| Rang | Athlet                | Nation             | Niederlagen | Anm. |
| ---- | --------------------- | ------------------ | ----------- | ---- |
| 1    | Béla Zulavsky         | Ungarn             | 0           | Q    |
| 2    | Vilém Tvrzský         | Böhmen             | 1           | Q    |
| 3    | Edgar Amphlett        | Großbritannien     | 2           | Q    |
| 4    | Jens Berthelsen       | Dänemark           | 3           |      |
| 5    | Francesco Pietrasanta | Italien            | 4           |      |
| —    | Albertson Van Zo Post | Vereinigte Staaten | DNS         |      |

#### Gruppe C
| Rang | Athlet             | Nation             | Niederlagen | Anm. |
| ---- | ------------------ | ------------------ | ----------- | ---- |
| 1    | Pietro Speciale    | Italien            | 0           | Q    |
| 2    | Dezső Földes       | Ungarn             | 1           | Q    |
| 2    | Edgar Seligman     | Großbritannien     | 1           | Q    |
| 4    | Marcel Berré       | Belgien            | 3           |      |
| 4    | Scott Breckinridge | Vereinigte Staaten | 3           |      |
| 6    | Josef Pfeiffer     | Böhmen             | 5           |      |

#### Gruppe D
| Rang | Athlet              | Nation             | Niederlagen | Anm. |
| ---- | ------------------- | ------------------ | ----------- | ---- |
| 1    | Edoardo Alaimo      | Italien            | 0           | Q    |
| 1    | Béla Békessy        | Ungarn             | 0           | Q    |
| 3    | Sherman Hall        | Vereinigte Staaten | 1           | Q    |
| 4    | Adolf Davids        | Deutsches Reich    | 3           |      |
| 4    | Axel Jöhncke        | Schweden           | 3           |      |
| 4    | Fernand de Montigny | Belgien            | 3           |      |

#### Gruppe E
| Rang | Athlet           | Nation             | Niederlagen | Anm. |
| ---- | ---------------- | ------------------ | ----------- | ---- |
| 1    | Ivan Osiier      | Dänemark           | 1           | Q    |
| 1    | Péter Tóth       | Ungarn             | 1           | Q    |
| 1    | Victor Willems   | Belgien            | 1           | Q    |
| 4    | Wilhelm Löffler  | Deutsches Reich    | 3           |      |
| 4    | Sotirios Notaris | Griechenland       | 3           |      |
| 6    | Harold Rayner    | Vereinigte Staaten | 4           |      |

#### Gruppe F
| Rang | Athlet             | Nation         | Niederlagen | Anm. |
| ---- | ------------------ | -------------- | ----------- | ---- |
| 1    | Henri Anspach      | Belgien        | 1           | Q    |
| 1    | Fernando Cavallini | Italien        | 1           | Q    |
| 3    | Pál Pajzs          | Ungarn         | 2           | Q    |
| 4    | Carl Hjorth        | Schweden       | 3           |      |
| 5    | Arthur Fagan       | Großbritannien | 4           |      |
| 5    | Friedrich Golling  | Österreich     | 4           |      |

#### Gruppe G
| Rang | Athlet                            | Nation          | Niederlagen | Anm. |
| ---- | --------------------------------- | --------------- | ----------- | ---- |
| 1    | Robert Hennet                     | Belgien         | 1           | Q    |
| 2    | Robert Montgomerie                | Großbritannien  | 2           | Q    |
| 3    | Richard Verderber                 | Österreich      | 2           | Q    |
| 4    | Vilém Goppold von Lobsdorf junior | Böhmen          | 3           |      |
| 4    | Lauritz Christian Østrup          | Dänemark        | 3           |      |
| 6    | Hermann Plaskuda                  | Deutsches Reich | 4           |      |

#### Gruppe H
| Rang | Athlet         | Nation          | Niederlagen | Anm. |
| ---- | -------------- | --------------- | ----------- | ---- |
| 1    | Lázsló Berty   | Ungarn          | 1           | Q    |
| 2    | Paul Anspach   | Belgien         | 2           | Q    |
| 3    | Emil Schön     | Deutsches Reich | 3           | Q    |
| 4    | Bjarne Eriksen | Norwegen        | 3           |      |
| 4    | Einar Levison  | Dänemark        | 3           |      |
| 4    | Jacques Ochs   | Belgien         | 3           |      |

### Halbfinale

#### Gruppe A
| Rang | Athlet          | Nation         | Niederlagen | Anm. |
| ---- | --------------- | -------------- | ----------- | ---- |
| 1    | Edoardo Alaimo  | Italien        | 1           | Q    |
| 1    | Edgar Seligman  | Großbritannien | 1           | Q    |
| 3    | Pál Pajzs       | Ungarn         | 2           |      |
| 3    | Zoltán Schenker | Ungarn         | 2           |      |
| 5    | Robert Hennet   | Belgien        | 3           |      |
| 6    | Vilém Tvrzský   | Böhmen         | 4           |      |

#### Gruppe B
| Rang | Athlet         | Nation          | Niederlagen | Anm. |
| ---- | -------------- | --------------- | ----------- | ---- |
| 1    | Nedo Nadi      | Italien         | 0           | Q    |
| 2    | Béla Békessy   | Ungarn          | 1           | Q    |
| 3    | Paul Anspach   | Belgien         | 2           |      |
| 3    | Emil Schön     | Deutsches Reich | 2           |      |
| 5    | Ivan Osiier    | Dänemark        |             |      |
| —    | Edgar Amphlett | Großbritannien  | DNF         |      |

#### Gruppe C
| Rang | Athlet             | Nation          | Niederlagen | Anm. |
| ---- | ------------------ | --------------- | ----------- | ---- |
| 1    | Pietro Speciale    | Italien         | 0           | Q    |
| 2    | Robert Montgomerie | Großbritannien  | 2           | Q    |
| 3    | Péter Tóth         | Ungarn          | 2           |      |
| 4    | Henri Anspach      | Belgien         | 3           |      |
| 4    | Julius Lichtenfels | Deutsches Reich | 3           |      |
| 4    | Béla Zulavsky      | Ungarn          | 3           |      |

#### Gruppe D
| Rang | Athlet             | Nation             | Niederlagen | Anm. |
| ---- | ------------------ | ------------------ | ----------- | ---- |
| 1    | Richard Verderber  | Österreich         | 0           | Q    |
| 1    | László Berti       | Ungarn             | 0           | Q    |
| 3    | Sherman Hall       | Vereinigte Staaten | 2           |      |
| 3    | Victor Willems     | Belgien            | 3           |      |
| —    | Fernando Cavallini | Italien            | DNF         |      |
| —    | Dezső Földes       | Ungarn             | DNF         |      |

### Finale
| Rang | Athlet             | Nation         | Siege | Niederlage | Treffer | Gegner Treffer |
| ---- | ------------------ | -------------- | ----- | ---------- | ------- | -------------- |
| 1    | Nedo Nadi          | Italien        | 7     | 0          | 35      | 8              |
| 2    | Pietro Speciale    | Italien        | 5     | 2          | 29      | 24             |
| 3    | Richard Verderber  | Österreich     | 4     | 3          | 27      | 25             |
| 4    | László Berti       | Ungarn         | 4     | 3          | 23      | 25             |
| 5    | Edoardo Alaimo     | Italien        | 4     | 3          | 27      | 26             |
| 6    | Edgar Seligman     | Großbritannien | 3     | 4          | 23      | 29             |
| 7    | Béla Békessy       | Ungarn         | 1     | 6          | 20      | 34             |
| 8    | Robert Montgomerie | Großbritannien | 0     | 7          | 22      | 35             |

| Begegnung               | Begegnung | Begegnung                | Ergebnis |
| ----------------------- | --------- | ------------------------ | -------- |
| Nedo Nadi (ITA)         | –         | Pietro Speciale (ITA)    | 5:1      |
| Nedo Nadi (ITA)         | –         | Richard Verderber (AUT)  | 5:0      |
| Nedo Nadi (ITA)         | –         | László Berti (HUN)       | 5:0      |
| Nedo Nadi (ITA)         | –         | Edoardo Alaimo (ITA)     | 5:1      |
| Nedo Nadi (ITA)         | –         | Edgar Seligman (GBR)     | 5:1      |
| Nedo Nadi (ITA)         | –         | Béla Békessy (HUN)       | 5:3      |
| Nedo Nadi (ITA)         | –         | Robert Montgomerie (GBR) | 5:2      |
| Pietro Speciale (ITA)   | –         | Richard Verderber (AUT)  | 5:2      |
| Pietro Speciale (ITA)   | –         | László Berti (HUN)       | 5:2      |
| Pietro Speciale (ITA)   | –         | Edgar Seligman (GBR)     | 5:2      |
| Pietro Speciale (ITA)   | –         | Béla Békessy (HUN)       | 5:4      |
| Pietro Speciale (ITA)   | –         | Robert Montgomerie (GBR) | 5:3      |
| Richard Verderber (AUT) | –         | Edoardo Alaimo (ITA)     | 5:4      |
| Richard Verderber (AUT) | –         | Edgar Seligman (GBR)     | 5:2      |
| Richard Verderber (AUT) | –         | Béla Békessy (HUN)       | 5:2      |
| Richard Verderber (AUT) | –         | Robert Montgomerie (GBR) | 5:2      |
| László Berti (HUN)      | –         | Richard Verderber (AUT)  | 5:4      |
| László Berti (HUN)      | –         | Edoardo Alaimo (ITA)     | 5:2      |
| László Berti (HUN)      | –         | Béla Békessy (HUN)       | 5:1      |
| László Berti (HUN)      | –         | Robert Montgomerie (GBR) | 5:3      |
| Edoardo Alaimo (ITA)    | –         | Pietro Speciale (ITA)    | 5:3      |
| Edoardo Alaimo (ITA)    | –         | Edgar Seligman (GBR)     | 5:3      |
| Edoardo Alaimo (ITA)    | –         | Béla Békessy (HUN)       | 5:1      |
| Edoardo Alaimo (ITA)    | –         | Robert Montgomerie (GBR) | 5:4      |
| Edgar Seligman (GBR)    | –         | László Berti (HUN)       | 5:1      |
| Edgar Seligman (GBR)    | –         | Béla Békessy (HUN)       | 5:4      |
| Edgar Seligman (GBR)    | –         | Robert Montgomerie (GBR) | 5:4      |
| Béla Békessy (HUN)      | –         | Robert Montgomerie (GBR) | 5:4      |